# Анджей Станіслав Залуський
Анджей Станісла́в Костка Залу́ський (пол. Andrzej Stanisław Kostka Załuski; 2 грудня 1695 — 16 грудня 1758) — державний діяч Речі Посполитої, священник і єпископ Римо-Католицької Церкви. Представник шляхетського роду Залуських гербу Юноша.

## Життєпис
Народився в Єдлінську, Польща. Син Александра Юзефа Залуського від його першої дружини Терези Вітовської.
Прийняв священство 1708 року, став краківським каноніком. Випускник Римського університету, доктор наук (1717). Великий канцлер коронний (1735–1746), сенатор. Єпископ плоцький (22 листопада 1723–1736), луцький (19 листопада 1736—1739), хелмінський (8 березня 1739—1746) і краківський (12 березня 1746–1758). Видав ряд синодальних постанов із метою налагодити внутрішній лад католицького духівництва в Короні Польській. Займався благодійництвом і меценатством, підтримував науковців. Допомагав брату Юзефу Анджею створити бібліотеку Залуських, першу громадську бібліотеку в країні.
Помер 16 грудня 1758 року у Кракові, Польща. Похований у краківському Кафедеральному соборі святих Станіслава і Вацлава на Вавелі.